# Coripia jozinae
Coripia jozinae is een tweekleppigensoort uit de familie van de Carditidae. De wetenschappelijke naam van de soort is voor het eerst geldig gepubliceerd in 1985 door Van Aartsen.